# Kościół św. Jana Apostoła w Nurze
Kościół świętego Jana Apostoła w Nurze – rzymskokatolicki kościół parafialny należący do dekanatu Czyżew diecezji łomżyńskiej.

## Historia
W 1870 roku dzięki staraniom księdza Kąckiego została wybudowana świątynia murowana, która została zniszczona w 1944 roku przez wycofujące się wojska niemieckie. Obecna świątynia została odbudowana w latach 1948–1966 dzięki staraniom proboszczów: księdza Bolesława Kostro, księdza Antoniego Kina, księdza Jana Rogowskiego, księdza Jana Szurnickiego. Wieża została wybudowana dzięki staraniom księdza Antoniego Wróblewskiego w latach 1974–1975. Budowla została konsekrowana w dniu 4 września 1966 roku przez biskupa łomżyńskiego Czesława Falkowskiego. W latach 1995–2000 dzięki staraniom księdza proboszcza Tadeusza Śliwowskiego zostało odnowione wnętrze świątyni a także elewacja zewnętrzna.
W ołtarzu głównym jest umieszczony obraz Matki Bożej z Dzieciątkiem, pochodzący z 1 połowy XVII wieku, oprawiony w sukienkę z blachy srebrnej.